# Scutogona jeanneli
Scutogona jeanneli är en mångfotingart som beskrevs av Ribaut 1913. Scutogona jeanneli ingår i släktet Scutogona och familjen Chamaesomatidae. Inga underarter finns listade i Catalogue of Life.